# Meschede
Meschede là một thị xã ở huyện Hochsauerland, bang Nordrhein-Westfalen, Đức. Đây là huyện lỵ huyện Hochsauerlandkreis.
Meschede nằm ở thung lũng sông Ruhr. Các thị xã gần đó là Paderborn (51 km), Kassel (85 km), Siegen (57 km), Hagen, Dortmund (60 km) và Hamm (49 km).
Meschede có sân bay Meschede-Schüren

## Liên kết ngoài

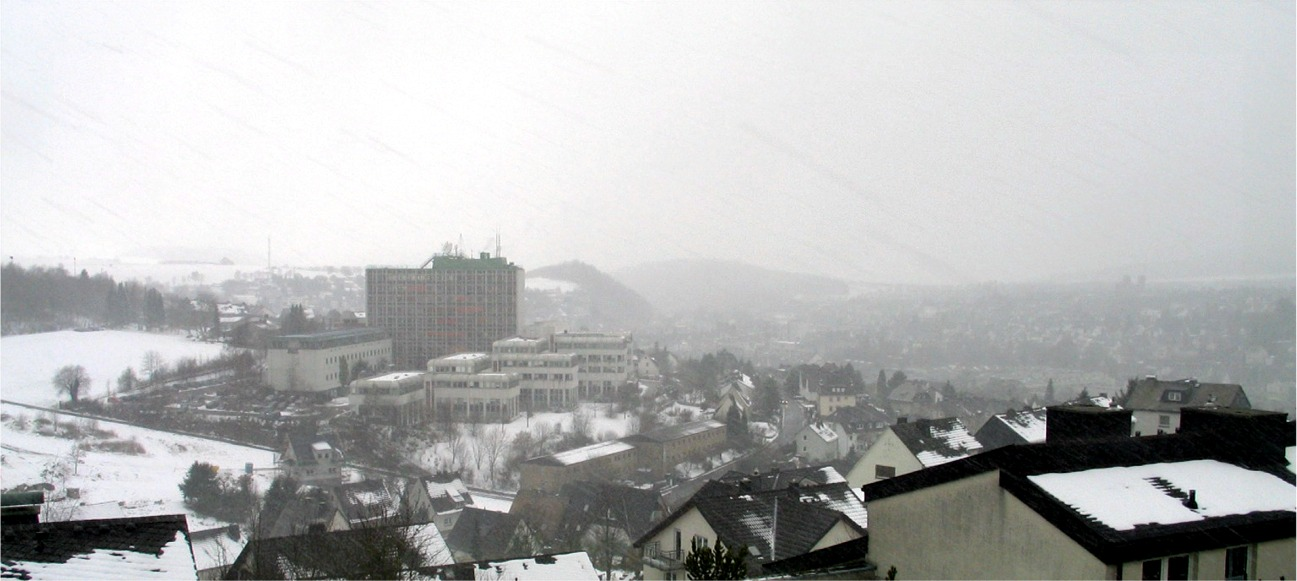
Meschede mùa Đông năm 2004

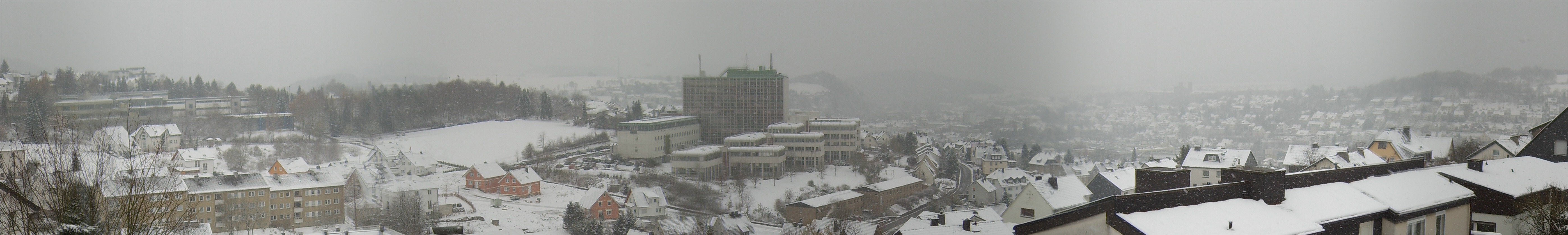
Meschede mùa Đông năm 2005

## Đô thị giáp ranh

Panorama of Meschede

- Arnsberg
- Bestwig
- Eslohe
- Schmallenberg
- Sundern
- Warstein

## Các khu vực dân cư
| - Baldeborn - Berge - Berghausen - Beringhausen - Blüggelscheidt - Bockum - Bonacker - Calle - Drasenbeck - Einhaus - Enkhausen - Enste - Ensthof - Erflinghausen - Eversberg - Frenkhausen - Freienohl | - Frielinghausen - Galiläa - Giesmecke - Grevenstein - Heggen - Heinrichsthal - Höhringhausen - Horbach - Immenhausen - Klause - Köpperkopf - Köttinghausen - Kotthoff - Laer - Löllinghausen - Löttmaringhausen - Mielinghausen | - Mosebolle - Mülsborn - Obermielinghausen - Olpe - Remblinghausen - Schederberge - Schedergrund - Schüren - Stesse - Stockhausen - Vellinghausen - Visbeck - Wallen - Wehrstapel - Wennemen - Windhäuser - Wulstern. |

## Đô thị kết nghĩa
- Wińsko (Ba Lan) -- từ năm 1956
- Le Puy-en-Velay (Pháp) -- từ năm 1975
- Cousolre du Nord (Pháp) -- từ năm 1965